# Événements du Palais de la Musique

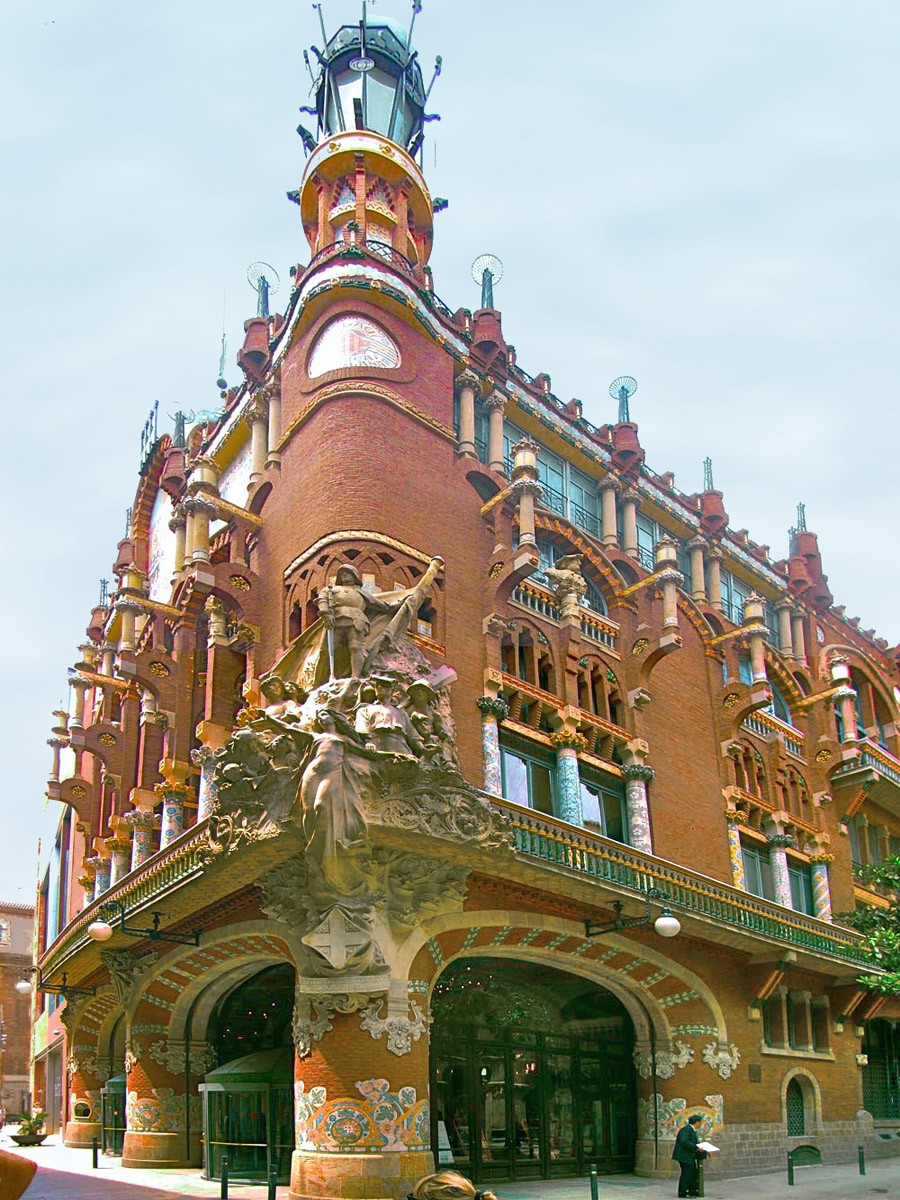
Palais de la musique catalane où a eu lieu le mouvement de protestation connu comme les « événements du Palais de la Musique de 1960 », 51 ans après l'approbation dans ce même lieu du premier projet de statut d'Autonomie de Catalogne de 1919, proposé par la Mancommunauté de Catalogne.

Les événements du Palais de la Musique ont eu lieu dans le Palais de la musique catalane de Barcelone le 19 mai 1960, lors d'une cérémonie d'hommage pour le centenaire de la naissance du poète Joan Maragall. Ils sont considérés comme l' « acte fondateur » de la renaissance du catalanisme après la Guerre civile et ils marquent le début de la carrière politique de Jordi Pujol.

## Historique
Le régime de Francisco Franco avait planifié une série de concessions, avec l'accord du maire de Barcelone Josep Maria de Porcioles i Colomer (ca), pour se concilier certains secteurs de l'opinion publique catalane. Dans ce but, le régime avait annoncé la concession d'une carta municipal à Barcelone (ce qui permettrait à la ville une certaine autonomie municipale), la cession du château de Montjuïc à la ville, la compilation du droit civil catalan et la célébration officielle du centenaire du poète Joan Maragall, tout cela dans le cadre d'une visite de Franco en personne à Barcelone.
Cependant, ces gestes d'ouverture ont été contredits par l'interdiction de chanter le Cant de la Senyera, lors d'un concert que devait animer l'Orféo Català dans le Palais de la Musique. Ce chant était une œuvre de Maragall lui-même. Traditionnellement, c'est par ce morceau que se terminaient les auditions de chorales. Initialement, le chant était prévu au programme mais il a été exclu quelques jours avant la date prévue par le gouverneur civil de la province de Barcelone Felipe Acedo Colunga. La fraction la plus activiste de l'organisation Cristians Catalans (ca), mouvement culturel catalaniste apparu en 1954, qui avait dirigé en 1959 un boycott efficace contre Luis de Galinsoga, le directeur franquiste du journal La Vanguardia, organisa une manifestation pour ce concert qui devait avoir lieu le 19 mai 1960. 
Dès le début de la cérémonie, un groupe de jeunes s'est levé pour entonner le Cant de la Senyera, lançant des tracts intitulés « Us presentem el general Franco » (« Nous vous présentons le général Franco »), dont le texte avait été écrit par Jordi Pujol, dactylographié par son épouse et imprimé par Francesc Pizón. Dans ce pamphlet, le général Franco était présenté comme un oppresseur et un corrupteur. Immédiatement ont commencé les arrestations. Jordi Pujol, âgé de trente ans, a été averti à deux heures du matin d'aller se cacher. Cependant, son épouse Marta Ferrusola l'a incité à ne pas le faire. « C'est maintenant le moment de rester. Lorsque nous nous sommes mariés, tu m'as dit que la Catalogne pourrait passer avant nous. Eh bien, l'heure est venue. Je serai à ton côté en toute circonstance, mais maintenant, c'est à nous à donner le la », lui a-t-elle dit. Pujol a été soumis à un conseil de guerre qui l'a condamné à sept ans de prison, dont il a accompli trois.
Francesc Pizón, un autre des protagonistes, a été lui condamné à trois ans de prison. 
Miquel Sellarès i Perelló fait partie de l'organisation.